# Kreditní riziko
Kreditní riziko, nebo také úvěrové riziko, je riziko vyplývající z neschopnosti nebo neochoty protistrany splatit své závazky. Nejznámějším a nejvíce používaným bankovním produktem nesoucím kreditní riziko je bankovní úvěr.
Toto riziko patří k nejvýznamnějším rizikům a proto mu banka věnuje významný prostor. Bonita klienta je důležitým kritériem, které banka prověřuje. Podle výše čistých příjmů snížené o jiné úvěry, kontokorenty či kreditní karty se určuje výše hypotečního úvěru, který žadatel může získat.
Banka získává prostředky na poskytování hypotečních úvěrů tím, že emituje hypoteční zástavní listy. V případě, že klient, dlužník banky nesplácí pravidelné splátky je tím ohrožena i banka. Jakmile se sejde více neplatičů může dojít až k ohrožení mezibankovního trhu, což má za následek negativní dopady v ekonomice.
Proto při každé žádosti o bankovní úvěr potřebuje banka toto riziko co nejlépe kvantifikovat a na základě dostupných informací o žadateli rozhodnout, jestli a za jakých podmínek úvěr poskytne. K tomuto v praxi slouží skóringové modely.